# Coștangalia, Cantemir
Coștangalia este un sat din raionul Cantemir, Republica Moldova. Conform recensământului din 2004, populația este de 1.070 locuitori. Distanța directă până la orașul Cantemir este de 26 km, iar până la Chișinău 103 km.

## Istoric
A făcut parte din regiunea denumită Cahul, Bolgrad și Ismail, cedată de Rusia țaristă Principatului Moldova, la 1856, după ce-a pierdut Războiul Crimeei.
Aici, după 30 iunie 1863, a avut o luptă armată între trupele Principatelor Unite neutre, de sub conducerea colonelului Călinescu, și un detașament polonez, de sub cea a colonelului Milcovschi, încheiată cu victoria polonezilor. Polonezii doreau să traverseze teritoriul Principatelor Unite, dinspre Dunăre, pentru a ajunge în Polonia Congresului și să participe la o răscoală antirusească. 
În Dicționarul geografic al Basarabiei (1904) de Zamfir Ralli-Arbore, localitatea apărea sub denumirea Cojdangal, descrisă ca fiind un sat în ținutul Ismail, așezat pe pârâul omonim, cu 82 case populate de 570 locuitori, la nord de cătunul Cojdangal-Mic.

## Demografie
Structura etnică a localității conform recensământului populației din 2004:
| Grup etnic                                               | Populație | % Procentaj  |
| -------------------------------------------------------- | --------- | ------------ |
| Băștinași declarați Moldoveni Băștinași declarați Români | 1.057 6   | 98,79% 0,56% |
| Ucraineni                                                | 5         | 0,47%        |
| Bulgari                                                  | 1         | 0,09%        |
| Găgăuzi                                                  | 1         | 0,09%        |
| Total                                                    | 1.070     | 100%         |

Cele mai frecvente nume de familie în sat sunt Munteanu, Cioroi, Popov și Hariton.

## Administrație și politică
Componența Consiliului local Coștangalia (9 consilieri), ales la 5 noiembrie 2023, este următoarea:
|  | Partid                                       | Consilieri | Componență | Componență | Componență | Componență | Componență | Componență |
|  | -------------------------------------------- | ---------- | ---------- | ---------- | ---------- | ---------- | ---------- | ---------- |
|  | Partidul Social Democrat European            | 6          |            |            |            |            |            |            |
|  | Partidul Acțiune și Solidaritate             | 2          |            |            |            |            |            |            |
|  | Partidul Socialiștilor din Republica Moldova | 1          |            |            |            |            |            |            |

## Personalități

### Născuți în Coștangalia
- Constantin Tampiza (n. 1947), om de stat moldovean, fost ministru al economiei și finanțelor